# Ricardo Castro Valenzuela
Ricardo Castro Valenzuela (Veracruz; 1 de agosto de 1955) es un exfutbolista mexicano que se desempeñaba como delantero.

## Trayectoria
Comenzó su carrera profesional con el club de su ciudad CD Veracruz en 1975, ese mismo año logró anotar su primer gol, que fue ante el Cruz Azul en el Estadio Azteca.
Luego pasa a ser jugador de los Tigres de la UANL, donde al final de la temporada juega por el no descenso contra curiosamente su exequipo Zacatepec, sin embargo, a pesar de ganar la serie y seguir permaneciendo en la Primera División, es intercambiado junto a Alfredo Morales por Sergio Orduña a ese club.
Anota sus primeros dos goles con el equipo ante Osos Grises. Fue campeón de goleo con 21 tantos y sube nuevamente a la máxima división.
Tras caer nuevamente a la Segunda División, se marchó al Atlante en 1983, donde consigue ganar la Copa de Campeones de la Concacaf. Luego jugó y se retiró con el Tampico Madero en 1987.

## Selección nacional
Su primer partido con la selección de México fue el 8 de febrero de 1979, en el empate contra Unión Soviética. En total, logró disputar diecinueve partidos, anotando siete goles.

### Participaciones en Campeonatos Concacaf
| Copa                                       | Sede     | Resultado     | Part. | Goles |
| ------------------------------------------ | -------- | ------------- | ----- | ----- |
| Campeonato de Naciones de la Concacaf 1981 | Honduras | Tercer puesto | 5     | 2     |

### Partidos y goles internacionales
| \| N.º \| Fecha \| Ciudad \| Local \| Res. \| Visitante \| Competición \| Goles \| \| --- \| ----------------------- \| ------------------- \| -------------- \| ---- \| ------------- \| ------------------------------------------ \| ----- \| \| 1 \| 14 de abril de 1980 \| Ciudad de Guatemala \| Guatemala \| 2:4 \| México \| Amistoso \| - \| \| 2 \| 29 de abril de 1980 \| Toluca de Lerdo \| México \| 2:2 \| Guatemala \| Amistoso \| 61' \| \| 3 \| 8 de junio de 1980 \| Río de Janeiro \| Brasil \| 2:0 \| México \| Amistoso \| - \| \| 4 \| 20 de agosto de 1980 \| Auckland \| Nueva Zelanda \| 4:0 \| México \| Amistoso \| - \| \| 5 \| 24 de agosto de 1980 \| Sídney \| Australia \| 2:2 \| México \| Amistoso \| 39' \| \| 6 \| 26 de agosto de 1980 \| Sídney \| Australia \| 1:1 \| México \| Amistoso \| 67' \| \| 7 \| 30 de agosto de 1980 \| Suva \| Fiyi \| 0:2 \| México \| Amistoso \| - \| \| 8 \| 2 de septiembre de 1980 \| Papeete \| Tahití \| 0:1 \| México \| Amistoso \| 24' \| \| 9 \| 18 de octubre de 1980 \| Toronto \| Canadá \| 1:1 \| México \| Clasificación para la Copa Mundial de 1982 \| - \| \| 10 \| 23 de noviembre de 1980 \| Fort Lauderdale \| Estados Unidos \| 2:1 \| México \| Clasificación para la Copa Mundial de 1982 \| - \| \| 11 \| 20 de enero de 1981 \| Ciudad de México \| México \| 1:1 \| Bulgaria \| Amistoso \| - \| \| 12 \| 10 de febrero de 1981 \| Ciudad de México \| México \| 4:0 \| Corea del Sur \| Amistoso \| 21' \| \| 13 \| 23 de junio de 1981 \| Ciudad de México \| México \| 1:3 \| España \| Amistoso \| - \| \| 14 \| 1 de noviembre de 1981 \| Tegucigalpa \| México \| 4:0 \| Cuba \| Campeonato Concacaf de 1981 \| 18' \| \| 15 \| 6 de noviembre de 1981 \| Tegucigalpa \| México \| 0:1 \| El Salvador \| Campeonato Concacaf de 1981 \| - \| \| 16 \| 11 de noviembre de 1981 \| Tegucigalpa \| México \| 1:1 \| Haití \| Campeonato Concacaf de 1981 \| - \| \| 17 \| 15 de noviembre de 1981 \| Tegucigalpa \| México \| 1:1 \| Canadá \| Campeonato Concacaf de 1981 \| 29' \| \| 18 \| 22 de noviembre de 1981 \| Tegucigalpa \| Honduras \| 0:0 \| México \| Campeonato Concacaf de 1981 \| - \| |                         |                     |                |      |               |                                            |       |
| N.º | Fecha                   | Ciudad              | Local          | Res. | Visitante     | Competición                                | Goles |
| 1 | 14 de abril de 1980     | Ciudad de Guatemala | Guatemala      | 2:4  | México        | Amistoso                                   | -     |
| 2 | 29 de abril de 1980     | Toluca de Lerdo     | México         | 2:2  | Guatemala     | Amistoso                                   | 61'   |
| 3 | 8 de junio de 1980      | Río de Janeiro      | Brasil         | 2:0  | México        | Amistoso                                   | -     |
| 4 | 20 de agosto de 1980    | Auckland            | Nueva Zelanda  | 4:0  | México        | Amistoso                                   | -     |
| 5 | 24 de agosto de 1980    | Sídney              | Australia      | 2:2  | México        | Amistoso                                   | 39'   |
| 6 | 26 de agosto de 1980    | Sídney              | Australia      | 1:1  | México        | Amistoso                                   | 67'   |
| 7 | 30 de agosto de 1980    | Suva                | Fiyi           | 0:2  | México        | Amistoso                                   | -     |
| 8 | 2 de septiembre de 1980 | Papeete             | Tahití         | 0:1  | México        | Amistoso                                   | 24'   |
| 9 | 18 de octubre de 1980   | Toronto             | Canadá         | 1:1  | México        | Clasificación para la Copa Mundial de 1982 | -     |
| 10 | 23 de noviembre de 1980 | Fort Lauderdale     | Estados Unidos | 2:1  | México        | Clasificación para la Copa Mundial de 1982 | -     |
| 11 | 20 de enero de 1981     | Ciudad de México    | México         | 1:1  | Bulgaria      | Amistoso                                   | -     |
| 12 | 10 de febrero de 1981   | Ciudad de México    | México         | 4:0  | Corea del Sur | Amistoso                                   | 21'   |
| 13 | 23 de junio de 1981     | Ciudad de México    | México         | 1:3  | España        | Amistoso                                   | -     |
| 14 | 1 de noviembre de 1981  | Tegucigalpa         | México         | 4:0  | Cuba          | Campeonato Concacaf de 1981                | 18'   |
| 15 | 6 de noviembre de 1981  | Tegucigalpa         | México         | 0:1  | El Salvador   | Campeonato Concacaf de 1981                | -     |
| 16 | 11 de noviembre de 1981 | Tegucigalpa         | México         | 1:1  | Haití         | Campeonato Concacaf de 1981                | -     |
| 17 | 15 de noviembre de 1981 | Tegucigalpa         | México         | 1:1  | Canadá        | Campeonato Concacaf de 1981                | 29'   |
| 18 | 22 de noviembre de 1981 | Tegucigalpa         | Honduras       | 0:0  | México        | Campeonato Concacaf de 1981                | -     |

## Clubes
| Club              | País   | Año       |
| ----------------- | ------ | --------- |
| Veracruz          | México | 1975-1976 |
| Tigres de la UANL | México | 1976-1977 |
| Zacatepec         | México | 1977-1983 |
| Atlante           | México | 1983-1986 |
| Tampico Madero    | México | 1986-1987 |

## Palmarés

### Títulos nacionales
| Título           | Equipo    | País   | Año     |
| ---------------- | --------- | ------ | ------- |
| Segunda División | Zacatepec | México | 1977-78 |

### Títulos internacionales
| Título                           | Equipo  | País   | Año  |
| -------------------------------- | ------- | ------ | ---- |
| Copa de Campeones de la Concacaf | Atlante | México | 1983 |

### Distinciones individuales
| Distinción                                       | Año     |
| ------------------------------------------------ | ------- |
| Máximo goleador de la Segunda División de México | 1977-78 |